# 헤지 반데이란치스
헤지 반데이란치스(포르투갈어: Rede Bandeirantes)는 브라질의 텔레비전 네트워크다. 본사는 브라질 상파울루에 있으며, Grupo Bandeirantes de Comunicação에 소속되어있다. 브라질에서 네번째로 구축된 텔레비전 네트워크이기도 하다.
첫 방송은 1967년 5월 13일에 시작되었다. 1972년에는 헤지 글로부와 함께 브라질 최초의 컬러 텔레비전 방송을 시작하였다. 이후 1970년대에 전국적으로 방송 네트워크가 구축되었다. 2007년에는 상파울루에서 디지털 텔레비전 방송을 시작하였다.

## 주요 프로그램

### 뉴스 및 정보
- 조르나우 다 반지(Jornal da Band) (1997 ~ 현재)
- 조르나우 다 노이치(Jornal da Noite) (1982 ~ 현재)

### 오락·버라이어티
- 아고라 에 타르지(Agora É Tarde) (2011 ~ 2015)

### 코메디
- 쿠스치 오 케 쿠스타르(Custe o Que Custar) (2008 ~ 현재)
- 파니쿠 나 반지(Pânico na Band) (2012 ~ 현재)
- 심슨 가족(The Simpsons) : FOX의 애니메이션
- 아이칼리(iCarly) : 니켈로디언의 텔레비전 시트콤
- 퓨처라마(Futurama) : 코미디 센트럴의 텔레비전 시트콤

### 어린이
- 반지 키즈(Band Kids) (2000 ~ 현재)
- 파워레인저(Power Rangers) : 특수 촬영 드라마

### 드라마
- 아메리칸 호러 스토리(American Horror Story) : FX의 텔레비전 드라마
- 엘리멘트리(Elementary) : CBS의 텔레비전 드라마
- 세일럼(Salem) : WGN 아메리카의 텔레비전 드라마
- 슬리피 할로우(Sleepy Hollow) : FOX의 텔레비전 드라마
- 워킹 데드(The Walking Dead) : AMC의 텔레비전 드라마
- 빈비르 게제(Binbir Gece) : 튀르키예의 텔레비전 드라마
- 파트마귈(Fatmagül'ün Suçu Ne? (dizi)) : 튀르키예의 텔레비전 드라마

## 자매 채널
- Torre TV Bandeirantes, BandNews, BandSports, Arte1